# Ameais
Ameais é uma pequena localidade que pertencia à extinta Freguesia de Aldeia de Santo António, no Município do Sabugal. A população é pouca e envelhecida e dedica-se sobretudo à agricultura. A povoação possui um forno comunitário - apesar de não se encontrar em funcionamento - e uma pequena capela.Também tem uma fonte e sepulturas romanas.
Festas em Ameais - de 2 em 2 anos decorrem no 3º Fim-de-semana de Agosto as festas em honra de Nossa Senhora de Fátima.